# Museo del Pueblo Español
El Museo del Pueblo Español fue un museo español, abierto entre 1934 y 1993 y ubicado en el palacio del Marqués de Grimaldi, en Madrid.

## Historia

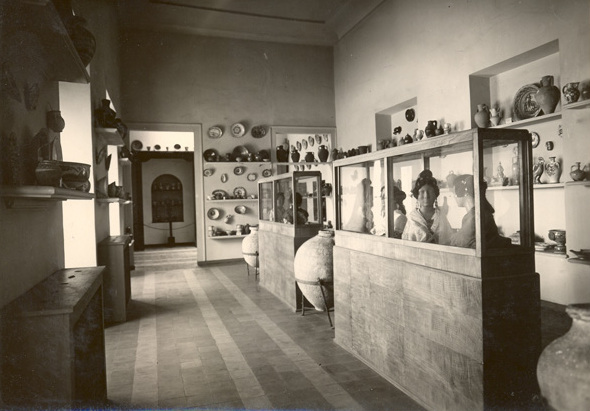
Exposición permanente en la década de 1940

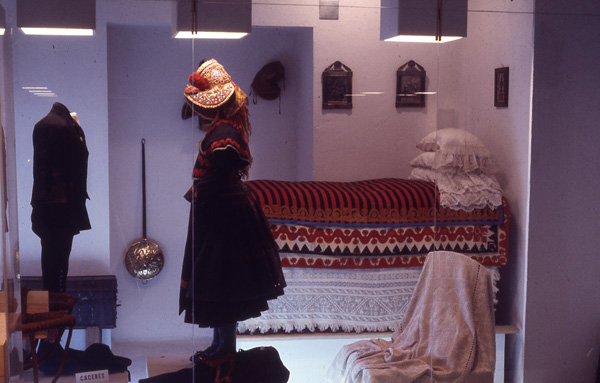
Exposición permanente entre 1970-73

El Museo fue creado en 1934, por Decreto de 26 de julio, a iniciativa de Luis de Hoyos Sainz, quien ya mostraba interés en su creación desde 1914. El preámbulo de ese Decreto explicaba que «Cumple el Gobierno con la deuda cultural y política contraída por la República con el Pueblo Español que no tiene, por excepción única en Europa, Museo adecuado que recoja las obras, actividades y datos del saber, del sentir y el actuar de la masa anónima popular». Con cierta intencionalidad política decía el Decreto que tal omisión se debía a que «el Rey y la Corte ocuparan totalmente el primero y destacado plano del cuadro nacional, quedando el pueblo en un término final vago y oscuro».
Fue concebido como un museo de etnografía, folclore y artes populares, y sus fondos eran los procedentes del Museo del Traje Regional e Histórico, las colecciones y documentos del Seminario de Etnografía y Artes Populares de la Escuela de Magisterio, materiales de la Exposición del Traje Regional e Histórico de 1925 así como objetos domésticos y útiles que los Patronos Regionales adquirieron entre 1934 y 1936. En el momento de su inauguración contaba con más de 7000 objetos, expuestos en 21 salas, que ofrecían una visión de la vida tradicional española.
Fue pionero de la museología moderna y se adelantó a la Ley de Patrimonio Histórico en relación con la documentación de todos aquellos aspectos del patrimonio que no puedan conservarse por no poseer la corporeidad de los objetos museables; así el Decreto fundacional establecía que entre sus fondos se incluiría un archivo documental de artes populares y folklore con los originales, copias, fotografías, películas, fonogramas, discos y fichas descriptivas, es decir un banco de datos.
En el Reglamento del Museo, ubicado en el palacio del Marqués de Grimaldi, figuraba, además de la exposición pública convencional, la realización de actividades de investigación de campo o conferencias y cursos, entre otras. Sin embargo, el Museo no llegó a inaugurarse en la fecha prevista debido a la Guerra Civil y hubo que esperar a 1940 para su apertura al público, aunque tuvo que cerrarse por reforma en 1944 debido a los daños sufridos por el edificio. El edificio fue reformado por el arquitecto Luis García de la Rasilla entre los años 1941 y 1943 para convertirlo de palacio a museo.
Luis de Hoyos había sido cesado en 1939 por motivos políticos y la dirección del Museo en las décadas siguientes corrió a cargo de José Pérez de Barradas (1939-1944), Julio Caro Baroja (1944-1955), Pedro Herrera Calvo (1957-1963) y Nieves de Hoyos Sancho (1963-1971). Aunque el Museo permanecía cerrado, sus colecciones continuaron incrementándose y se publicaron pequeños catálogos de las piezas.   
Durante la dirección de Caro Baroja se planteó un proyecto para una instalación al aire libre del Museo del Pueblo Español. Este concepto había sido creado por Artur Hazelius con el Museo Scansen de Estocolmo en 1891. Se trataba de reproducir casas y edificios típicos de las provincias españolas tanto en su aspecto exterior como en el interior. Con ello se pretendía mostrar las formas tradicionales de vivir en España y a la vez hacer un museo de arte, un museo histórico y un museo social. El proyecto sin embargo no fructificó, probablemente por las dificultades de encontrar un terreno vacante con las suficientes dimensiones y bien comunicado en el Madrid de entonces.   
En 1968 se creó el Patronato Nacional de Museos por lo que el Museo pasó a compartir la infraestructura del resto de museos estatales: recibió dos plazas del Cuerpo de Conservadores de Museos (María Luisa Herrera Escudero, que fue directora entre 1971 y 1983, y María Braña de Diego) y el 27 de octubre de 1971 fue reinaugurado
Desde 1973, y con motivo del acondicionamiento de la antigua sede del Consejo Nacional del Movimiento, adyacente al Museo, las colecciones de este se trasladaron, sucesivamente, a los sótanos del Teatro Real, al sótano del Colegio de Cirugía de San Carlos y, en 1987, a la sede del Museo Español de Arte Contemporáneo (MEAC).
Esta última, que sería la actual sede del Museo del Traje, estaba mejor preparada para la conservación de los fondos y permitió inaugurar algunas exposiciones temporales. Finalmente, en 1993, el Museo se fusionó con el Museo Nacional de Etnología, creándose una única institución, el Museo Nacional de Antropología.

## Publicaciones

### Exposiciones
En 1984 se celebró la exposición «Joyas populares: Museo del Pueblo Español», con motivo del 50º aniversario del Museo, pero se tuvo que celebrar en el Museo Arqueológico Nacional  por falta de espacio. Su catálogo  fue la primera publicación del Museo en más de 20 años. 
En 1991 se celebró «Moda en Sombras», ya en la sede de la Ciudad Universitaria de Madrid; en el catálogo se incluyeron temas como Indumentaria tradicional, el traje en el reinado de Carlos III, moda e industria: 1880-1939, aspecto económico y uso diario en el traje, ornamentación iconológica en el arte textil o magia y simbolismo en la indumentaria tradicional.
En 1992 abrió «Surcos», con el objetivo de aproximar al público el pasado más próximo. El catálogo versó sobre agricultura tradicional, los cambios tecnológicos en la agricultura, etnografía y fotografía de la España rural, ritos agrarios o las colecciones agrícolas del Museo Nacional del Pueblo Español.

### Catálogos de colecciones
- Catálogo de la colección de cruces.
- Catálogo de la colección de pendientes.
- Catálogo de la colección de collares.
- Catálogo de la colección de rosarios.
- Catálogo de la colección de relicarios.
- Catálogo de la colección de medallas.
- Catálogo de la colección de almireces.
- Catálogo de la colección de sonajeros.
- Catálogo de la colección de instrumentos utilizados en la elaboración del lino y fabricación del hilo.
- Catálogo de la colección de cucharas de madera y de asta.
- Catálogo de tabaqueras y utensilios del fumador.
- Catálogo de la colección de amuletos (1945).
- Catálogo de la colección de cuernas talladas y grabadas (1950).
- Joyas populares (1984).
- Catálogo de amuletos (1987).
- Catálogo de aperos agrícolas (1990).

### Congresos y jornadas
En los últimos años del Museo se celebró la Conferencia Internacional de Colecciones y Museos de Indumentaria (1991), cuyas ponencias se centraron en la restauración (técnicas de restauración y biodeterioro), la museología (exposición, técnicas y equipamiento de museos, y museos y colecciones y la historia (fuentes documentales y aspecto histórico y social del traje. Año y medio después se publicaron las actas. Igualmente, en 1992, se desarrollaron las Primeras Jornadas Internacionales sobre Tecnología Agraria Tradicional. Se editó un volumen que recogía las comunicaciones de las sesiones celebradas: metodología, aspectos simbólicos, aperos agrícolas, técnicas de cultivo y cambios tecnológicos.

### Publicaciones seriadas
Antes de la Guerra Civil se publicó el primer número de los Anales del Museo del Pueblo Español, pero hasta 1988 no se reanudó su publicación con el número II. Los Anales se mantuvieron hasta 1993: el número III en 1990, el IV en 1992 y el V y VI en 1993.